# Ken MacLeod

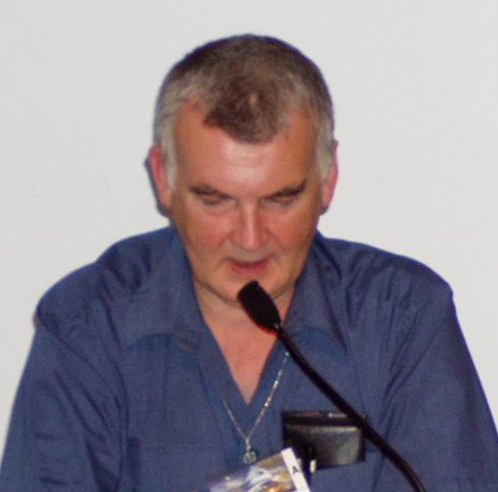
Bij de 63e Worldcon in Glasgow, augustus 2005

Ken Macrae MacLeod (Steòrnabhagh, 2 augustus 1954) is een Schots sciencefictionschrijver. Hij behaalde een graad in zoölogie aan de  Universiteit van Glasgow. Hij heeft gewerkt als programmeur en is gepromoveerd met een proefschrift over biomechanica. Vanaf 1997 heeft hij zich geheel op het schrijven kunnen richten. Hij is getrouwd en heeft twee kinderen.
Zijn romans onderzoeken vaak socialistische, communistische en anarchistische politieke ideeën. Technische thema's die hij regelmatig behandelt zijn onder andere: singulariteiten, transhumanisme en cyborgs.
MacLeod won de Britse BSFA Award in 1999 voor zijn roman The Sky Road en in 2008 met The Night Sessions.
MacLeod behoort tot een nieuwe generatie Britse SF-schrijvers, die zich specialiseren in harde SF en een moderne vorm van de space opera. Enkele andere leden van deze groep zijn: Alastair Reynolds, Charles Stross en Iain Banks (een goede vriend van MacLeod).
De SF Foundation heeft een boek met kritieken op zijn werk gepubliceerd onder de titel The True Knowledge Of Ken MacLeod. Het boek bevat ook materiaal van MacLeod zelf, waaronder zijn introductie bij de Duitse editie van Banks Consider Phlebas.

### Fall Revolution serie
- The Star Fraction (1995)
- The Stone Canal (1996)
- The Cassini Division (1998)
- The Sky Road (1999)

### Engines of Light trilogie
- Cosmonaut Keep (2000)
- Dark Light (2001)
- Engine City (2002)

### The Corporation Wars
- Dissidence (2016)
- Insurgence (2016)
- Emergence (2017)

### Lightspeed
- Beyond the Hallowed Sky (2021)

### Overig werk
- The Human Front (2002)
- Newton's Wake: A Space Opera (2004)
- Learning the World: A Novel of First Contact (2005)
- The Highway Men (2006)
- The Execution Channel (2007)
- The Restoration Game (2009)
- Intrusion (2012)
- Descent (2014)[2]

### Verhalenbundels
- Poems & Polemics (2001); non-fictie & poëzie
- Giant Lizards From Another Star (2006); fictie & non-fictie